# Sebastian Spence
Sebastian Spence (ur. 9 grudnia 1969 w St. John’s) – kanadyjski aktor, występował w roli Cade’a Fostera w serialu telewizyjnym Pierwsza fala (First Wave).

## Życiorys
Urodził się w St. John’s w prowincji Nowa Fundlandia i Labrador jako syn dramatopisarza Michaela Cooka (1933-1994) i aktorki / dramatopisarki Janis Spence. Wychowywał się z dwiema siostrami – starszą Sarah i młodszą Perditą oraz młodszym bratem Fergusem, który był twórcą skryptów do serialu Pierwsza fala.
W wieku 16 lat wystąpił w sztuce autorstwa swojej matki. W kanadyjskim serialu Sophie wcielał się w Ricka Rydera. Jest znany z ról homoseksualistów: profesora Matta Freemana w młodzieżowym serialu Jezioro marzeń (Dawson’s Creek) z Jamesem Van Der Beekiem, a także jako Timothy Callahan, partner głównego bohatera filmów Obnażyć prawdę (Third Man Out, 2005), Kontrowersyjna terapia (Shock to the System, 2006), Morderstwo po drugiej stronie (On the Other Hand, Death, 2008) i Zagadka Donalda Stracheya (Ice Blues, 2008).
W 2008 roku zdobył nominację do nagrody Leo za rolę Daniela Cimmermana w filmie Crossing. Zagrał naczelnika Weavera w filmie akcji 12 rund 2 (2013).
Spotykał się z Elisą Donovan (2004), Larisą Oleynik (2014) i Josie Davis (2015). Zamieszkał w Vancouver w Kolumbii Brytyjskiej.

## Filmografia

### Filmy fabularne
- 1998: Burza (Firestorm) jako kowboj
- 2002: Od pierwszego wystrzału (First Shot, TV) jako Owen Taylor
- 2005: Obnażyć prawdę (Third Man Out, TV) jako Timmy Callahan
- 2006: Kontrowersyjna terapia (Shock to the System, TV) jako Timmy Callahan
- 2008: Morderstwo po drugiej stronie (On the Other Hand, Death, TV) jako Timmy Callahan
- 2008: Tornado w Nowym Jorku (NYC: Tornado Terror, TV) jako Jim Lawrence
- 2008: Zagadka Donalda Stracheya (Ice Blues, TV) jako Tim Callahan
- 2012: Battlestar Galactica: Blood & Chrome (TV) jako porucznik Jim „Sunshine” Kirby
- 2013: 12 rund 2 (12 Rounds 2: Reloaded) jako gubernator Devlin
- 2015: W ukryciu (Driven Underground, TV) jako Tom Wilcox

### Seriale TV
- 1994-95: Madison jako Cal Sharpe
- 1996: Z Archiwum X jako zastępca Barney Paster
- 1997: Mroczne dziedzictwo jako Noah Wilkes
- 1998-2001: Pierwsza fala (First Wave) jako Cade Foster
- 2001: Cień anioła jako Charles Smith
- 2001: Łowcy koszmarów jako Ian
- 2002: Jezioro marzeń (Dawson’s Creek) jako prof. Matt Freeman
- 2003: Andromeda jako Patrius
- 2004: Gwiezdne wrota jako Delek
- 2004: Rozkosz pożądania jako telemaniak
- 2005: Cyrograf jako diabeł / dr Burruss
- 2005-2009: Battlestar Galactica jako Noel „Narcho” Allison
- 2006: Nie z tego świata jako Tom
- 2008-09: Sophie jako Rick Ryder
- 2010: Republika Doyle’ów jako Bobby Maher
- 2011: Tajemnice Smallville jako Ted Kord
- 2013: Świry jako major Gavin Channing